# Mastířovický mlýn
Mastířovický mlýn (Čertův mlýn) v Mastířovicích u Vrbice v okrese Litoměřice v Ústeckém kraji je vodní mlýn, jehož ruiny, zbourané v roce 2023, stály v severní části obce na potoce Obrtka. Je chráněn jako nemovitá kulturní památka České republiky.

## Historie
Mlýn pochází pravděpodobně z konce 18. století. Podle údajů z roku 1888 byl nad mlýnem rybníček, ve kterém mlynářská rodina pěstovala ryby. K roku 1930 je u něj uváděna pila.
V 60. – 70. letech 20. století v něm byla restaurace, ve které se pořádaly diskotéky; v té době se nazýval Čertův mlýn.

## Popis
Zděný mlýn měl rozsáhlé hospodářské zázemí. Podle zbytků zdí byly pravděpodobně mlýnice a obytná budova součástí jednoho domu.
Voda na vodní kolo vedla náhonem z rybníka nad mlýnem. V roce 1930 měl mlýn jedno kolo na vrchní vodu (zaniklo; spád 4,25 m, výkon 6,50 HP).